# Copa del Rey juvenil de fútbol 2014
La Copa del Rey juvenil de fútbol 2014 fue la 64.ª edición de este campeonato, la cual se disputó entre el 17 de mayo y el 29 de junio de 2014. La final del torneo se realizó en la Ciudad del Fútbol de Las Rozas. El Sevilla F. C. se impuso en los penales 4-2 ante el Real Madrid C. F. luego de haber igualado 1-1, de esta manera los andaluces se alzan con su sexta Copa del Rey.

## Equipos participantes
En esta edición participaron 16 equipos, los siete campeones y subcampeones de los grupos de División de Honor Juvenil 2013-14, junto con los dos mejores terceros entre los siete grupos; estos fueron los siguientes:
| - Club Atlético de Madrid - Club Deportivo Tenerife - Danok Bat Club de Fútbol - Fútbol Club Barcelona - Getafe Club de Fútbol - Levante Unión Deportiva - Málaga Club de Fútbol - Real Club Celta de Vigo | - Real Club Deportivo Español - Real Madrid Club de Fútbol - Real Racing Club de Santander - Real Sociedad de Fútbol - Sevilla Fútbol Club - Sociedad Deportiva Huesca - Unión Deportiva Las Palmas - Valencia Club de Fútbol |

## Resultados

### Cuadro final
|  | Octavos de final              | Octavos de final              | Octavos de final              |                   |   | Cuartos de final                   | Cuartos de final                   | Cuartos de final                   |  |  | Semifinales                  | Semifinales                  | Semifinales                  |  |  | Final                                      | Final                                      | Final                                      |
|  | 17/18 de mayo - 24/25 de mayo | 17/18 de mayo - 24/25 de mayo | 17/18 de mayo - 24/25 de mayo |                   |   | 31 de mayo/1 de junio - 8 de junio | 31 de mayo/1 de junio - 8 de junio | 31 de mayo/1 de junio - 8 de junio |  |  | 15 de junio - 21/22 de junio | 15 de junio - 21/22 de junio | 15 de junio - 21/22 de junio |  |  | 29 de junio Ciudad del Fútbol de Las Rozas | 29 de junio Ciudad del Fútbol de Las Rozas | 29 de junio Ciudad del Fútbol de Las Rozas |
|  |                               |                               |                               |                   |   |                                    |                                    |                                    |  |  |                              |                              |                              |  |  |                                            |                                            |                                            |
|  |                               |                               |                               |                   |   |                                    |                                    |                                    |  |  |                              |                              |                              |  |  |                                            |                                            |                                            |
|  |                               |                               |                               |                   |   |                                    |                                    |                                    |  |  |                              |                              |                              |  |  |                                            |                                            |                                            |
|  | Racing Santander              | 3                             | 2                             |                   |   |                                    |                                    |                                    |  |  |                              |                              |                              |  |  |                                            |                                            |                                            |
|  | Racing Santander              | 3                             | 2                             |                   |   |                                    |                                    |                                    |  |  |                              |                              |                              |  |  |                                            |                                            |                                            |
|  | S. D. Huesca                  | 2                             | 2                             |                   |   |                                    |                                    |                                    |  |  |                              |                              |                              |  |  |                                            |                                            |                                            |
|  | S. D. Huesca                  | 2                             | 2                             | Racing Santander  | 1 | 2                                  |                                    |                                    |  |  |                              |                              |                              |  |  |                                            |                                            |                                            |
|  |                               |                               |                               |                   | 1 | 2                                  |                                    |                                    |  |  |                              |                              |                              |  |  |                                            |                                            |                                            |
|  |                               | Málaga C. F.                  | 1                             | 4                 |   |                                    |                                    |                                    |  |  |                              |                              |                              |  |  |                                            |                                            |                                            |
|  | Málaga C. F.                  | Málaga C. F.                  | 1                             | 4                 | 0 | 2                                  |                                    |                                    |  |  |                              |                              |                              |  |  |                                            |                                            |                                            |
|  | Málaga C. F.                  |                               |                               |                   | 0 | 2                                  |                                    |                                    |  |  |                              |                              |                              |  |  |                                            |                                            |                                            |
|  | Getafe C. F.                  | 1                             | 1                             |                   |   |                                    |                                    |                                    |  |  |                              |                              |                              |  |  |                                            |                                            |                                            |
|  | Getafe C. F.                  | 1                             | 1                             | Málaga C. F.      | 1 | 1                                  |                                    |                                    |  |  |                              |                              |                              |  |  |                                            |                                            |                                            |
|  |                               |                               |                               |                   | 1 | 1                                  |                                    |                                    |  |  |                              |                              |                              |  |  |                                            |                                            |                                            |
|  |                               | Real Madrid C. F.             | 2                             | 4                 |   |                                    |                                    |                                    |  |  |                              |                              |                              |  |  |                                            |                                            |                                            |
|  | U. D. Las Palmas              | Real Madrid C. F.             | 2                             | 4                 | 2 | 0                                  |                                    |                                    |  |  |                              |                              |                              |  |  |                                            |                                            |                                            |
|  | U. D. Las Palmas              |                               |                               |                   | 2 | 0                                  |                                    |                                    |  |  |                              |                              |                              |  |  |                                            |                                            |                                            |
|  | Real Madrid C. F.             | 0                             | 4                             |                   |   |                                    |                                    |                                    |  |  |                              |                              |                              |  |  |                                            |                                            |                                            |
|  | Real Madrid C. F.             | 0                             | 4                             | Real Madrid C. F. | 4 | 0                                  |                                    |                                    |  |  |                              |                              |                              |  |  |                                            |                                            |                                            |
|  |                               |                               |                               |                   | 4 | 0                                  |                                    |                                    |  |  |                              |                              |                              |  |  |                                            |                                            |                                            |
|  |                               | C. D. Tenerife                | 1                             | 1                 |   |                                    |                                    |                                    |  |  |                              |                              |                              |  |  |                                            |                                            |                                            |
|  | Atlético de Madrid            | C. D. Tenerife                | 1                             | 1                 | 3 | 2                                  |                                    |                                    |  |  |                              |                              |                              |  |  |                                            |                                            |                                            |
|  | Atlético de Madrid            |                               |                               |                   | 3 | 2                                  |                                    |                                    |  |  |                              |                              |                              |  |  |                                            |                                            |                                            |
|  | C. D. Tenerife                | 3                             | 2                             |                   |   |                                    |                                    |                                    |  |  |                              |                              |                              |  |  |                                            |                                            |                                            |
|  | C. D. Tenerife                | 3                             | 2                             | Real Madrid C. F. | 1 | (2)                                |                                    |                                    |  |  |                              |                              |                              |  |  |                                            |                                            |                                            |
|  |                               |                               |                               |                   | 1 | (2)                                |                                    |                                    |  |  |                              |                              |                              |  |  |                                            |                                            |                                            |
|  |                               | Sevilla F. C.                 | 1                             | (4)               |   |                                    |                                    |                                    |  |  |                              |                              |                              |  |  |                                            |                                            |                                            |
|  | Levante U. D.                 | Sevilla F. C.                 | 1                             | (4)               | 0 | 2                                  |                                    |                                    |  |  |                              |                              |                              |  |  |                                            |                                            |                                            |
|  | Levante U. D.                 |                               |                               |                   | 0 | 2                                  |                                    |                                    |  |  |                              |                              |                              |  |  |                                            |                                            |                                            |
|  | Sevilla F. C.                 | 1                             | 2                             |                   |   |                                    |                                    |                                    |  |  |                              |                              |                              |  |  |                                            |                                            |                                            |
|  | Sevilla F. C.                 | 1                             | 2                             | Sevilla F. C.     | 2 | 2                                  |                                    |                                    |  |  |                              |                              |                              |  |  |                                            |                                            |                                            |
|  |                               |                               |                               |                   | 2 | 2                                  |                                    |                                    |  |  |                              |                              |                              |  |  |                                            |                                            |                                            |
|  |                               | R. C. D. Español              | 1                             | 0                 |   |                                    |                                    |                                    |  |  |                              |                              |                              |  |  |                                            |                                            |                                            |
|  | R. C. D. Español              | R. C. D. Español              | 1                             | 0                 | 1 | 3                                  |                                    |                                    |  |  |                              |                              |                              |  |  |                                            |                                            |                                            |
|  | R. C. D. Español              |                               |                               |                   | 1 | 3                                  |                                    |                                    |  |  |                              |                              |                              |  |  |                                            |                                            |                                            |
|  | Valencia C. F.                | 0                             | 0                             |                   |   |                                    |                                    |                                    |  |  |                              |                              |                              |  |  |                                            |                                            |                                            |
|  | Valencia C. F.                | 0                             | 0                             | Sevilla F. C.     | 3 | 1                                  |                                    |                                    |  |  |                              |                              |                              |  |  |                                            |                                            |                                            |
|  |                               |                               |                               |                   | 3 | 1                                  |                                    |                                    |  |  |                              |                              |                              |  |  |                                            |                                            |                                            |
|  |                               | F. C. Barcelona               | 1                             | 2                 |   |                                    |                                    |                                    |  |  |                              |                              |                              |  |  |                                            |                                            |                                            |
|  | Danok Bat C. F.               | F. C. Barcelona               | 1                             | 2                 | 1 | 1                                  |                                    |                                    |  |  |                              |                              |                              |  |  |                                            |                                            |                                            |
|  | Danok Bat C. F.               |                               |                               |                   | 1 | 1                                  |                                    |                                    |  |  |                              |                              |                              |  |  |                                            |                                            |                                            |
|  | F. C. Barcelona               | 0                             | 6                             |                   |   |                                    |                                    |                                    |  |  |                              |                              |                              |  |  |                                            |                                            |                                            |
|  | F. C. Barcelona               | 0                             | 6                             | F. C. Barcelona   | 0 | 1                                  |                                    |                                    |  |  |                              |                              |                              |  |  |                                            |                                            |                                            |
|  |                               |                               |                               |                   | 0 | 1                                  |                                    |                                    |  |  |                              |                              |                              |  |  |                                            |                                            |                                            |
|  |                               | Real Sociedad                 | 0                             | 1                 |   |                                    |                                    |                                    |  |  |                              |                              |                              |  |  |                                            |                                            |                                            |
|  | R. C. Celta de Vigo           | Real Sociedad                 | 0                             | 1                 | 2 | 1                                  |                                    |                                    |  |  |                              |                              |                              |  |  |                                            |                                            |                                            |
|  | R. C. Celta de Vigo           |                               |                               |                   | 2 | 1                                  |                                    |                                    |  |  |                              |                              |                              |  |  |                                            |                                            |                                            |
|  | Real Sociedad                 | 3                             | 4                             |                   |   |                                    |                                    |                                    |  |  |                              |                              |                              |  |  |                                            |                                            |                                            |

- Nota: En cada llave, el equipo ubicado en la primera línea es el que ejerce de local en el partido de ida.

### Octavos de final

#### Racing de Santander - S. D. Huesca
| Ida; 18 de mayo de 2014 | Racing de Santander                   | 3:2 (2:1) | S. D. Huesca          | El Sardinero, Santander                  |                                          |
|                         | Prada 21' · Concha 32' · Jonathan 78' |           | Murillo 5' · Suso 63' | Asistencia: 500 espectadores Árbitro(s): | Asistencia: 500 espectadores Árbitro(s): |

| Vuelta; 25 de mayo de 2014 | S. D. Huesca                          | 2:2 (0:0) | Racing de Santander             | El Alcoraz, Huesca      |                         |
|                            | Murillo 65' · Alcubierre 90+1' (pen.) |           | Rubén Sánchez 54' · Soberón 87' | Árbitro(s): López Muñoz | Árbitro(s): López Muñoz |

#### Málaga C. F. - Getafe C. F.
| Ida; 18 de mayo de 2014 | Málaga C. F. | 0:1 (0:0) | Getafe C. F. | Federación Malagueña, Málaga    |                                 |
|                         |              |           | Maño 72'     | Árbitro(s): Domínguez Cervantes | Árbitro(s): Domínguez Cervantes |

| Vuelta; 25 de mayo de 2014 | Getafe C. F. | 1:2 (1:1) | Málaga C. F.              | Ciudad Deportiva El Val, Getafe |                          |
|                            | Manel 21'    |           | Gallar 40' · Joselito 55' | Árbitro(s): Isidro Peréz        | Árbitro(s): Isidro Peréz |

#### U. D. Las Palmas - Real Madrid C. F.
| Ida; 18 de mayo de 2014 | U. D. Las Palmas       | 2:0 (1:0) | Real Madrid C. F. | Anexo Gran Canaria, Las Palmas                            |                                                           |
|                         | Chus 43' · Aythami 73' |           |                   | Asistencia: 800 espectadores Árbitro(s): Jiménez González | Asistencia: 800 espectadores Árbitro(s): Jiménez González |

| Vuelta; 25 de mayo de 2014 | Real Madrid C. F.                                 | 4:0 (2:0) | U. D. Las Palmas | Valdebebas, Madrid                                     |                                                        |
|                            | Llorente 10' · Álvaro 41' · Fran 58' · Cedrés 75' |           |                  | Asistencia: 500 espectadores Árbitro(s): Gálvez Rascón | Asistencia: 500 espectadores Árbitro(s): Gálvez Rascón |

#### Atlético de Madrid - C. D. Tenerife
| Ida; 18 de mayo de 2014 | Atlético de Madrid         | 3:3 (2:2) | C. D. Tenerife                       | Cerro del Espino, Majadahonda                        |                                                      |
|                         | Carlos 21', 36' · Jony 76' |           | Denzel 24' · Sergio 36' · Víctor 84' | Asistencia: 300 espectadores Árbitro(s): Pérez Muley | Asistencia: 300 espectadores Árbitro(s): Pérez Muley |

| Vuelta; 24 de mayo de 2014 | C. D. Tenerife                | 2:2 (1:2) | Atlético de Madrid           | Geneto-Los Baldíos, Sta. Cruz de Tenerife |                            |
|                            | Jorge 34' · Pierre 84' (a.g.) |           | Alberto 19' · Ivi 39' (pen.) | Árbitro(s): Zamora Aguilar                | Árbitro(s): Zamora Aguilar |

#### Levante U. D. - Sevilla F. C.
| Ida; 18 de mayo de 2014 | Levante U. D. | 0:1 (0:0) | Sevilla F. C. | Ciudad Deportiva de Buñol, Buñol |                         |
|                         |               |           | Juan 62'      | Árbitro(s): Muñoz Pérez          | Árbitro(s): Muñoz Pérez |

| Vuelta; 25 de mayo de 2014 | Sevilla F. C.             | 2:2 (0:1, 0:0) | Levante U. D.      | José Ramón Cisneros, Sevilla |                          |
|                            | Sedeño 119' · Juan 120+2' |                | Matías 90+3', 105' | Árbitro(s): Bueno Prieto     | Árbitro(s): Bueno Prieto |

#### R. C. D. Español - Valencia C. F.
| Ida; 17 de mayo de 2014 | R. C. D. Español | 1:0 (0:0) | Valencia C. F. | Ciutat Esportiva Dani Jarque, Barcelona                 |                                                         |
|                         | Gual 49'         |           |                | Asistencia: 500 espectadores Árbitro(s): Ávalos Barrera | Asistencia: 500 espectadores Árbitro(s): Ávalos Barrera |

| Vuelta; 24 de mayo de 2014 | Valencia C. F. | 0:3 (0:1) | R. C. D. Español                            | Mestalla, Valencia         |                            |
|                            |                |           | Juanan 16' · Caricol 70' · Jafar 85' (pen.) | Árbitro(s): Bosch Domenech | Árbitro(s): Bosch Domenech |

#### Danok Bat C. F. - F. C. Barcelona
| Ida; 18 de mayo de 2014 | Danok Bat C. F. | 1:0 (1:0) | F. C. Barcelona | Instalaciones de Mallona, Bilbao                            |                                                             |
|                         | Eguiguren 2'    |           |                 | Asistencia: 2,500 espectadores Árbitro(s): González Esteban | Asistencia: 2,500 espectadores Árbitro(s): González Esteban |

| Vuelta; 25 de mayo de 2014 | F. C. Barcelona                                                              | 6:1 (3:0) | Danok Bat C. F. | Ciudad Deportiva Joan Gamper, Barcelona |                           |
|                            | Corredera 13' · Maxi 33' · El Ouariachi 44', 59' · Kaptoum 56' · Ebwelle 88' |           | Eguiguren 87'   | Árbitro(s): Garcia Fuster               | Árbitro(s): Garcia Fuster |

#### R. C. Celta de Vigo - Real Sociedad
| Ida; 18 de mayo de 2014 | R. C. Celta de Vigo           | 2:3 (2:0) | Real Sociedad                  | A Madroa, Vigo |             |
|                         | Jordan 21' · Brais Méndez 43' |           | Capilla 50', 72' · Arrieta 73' | Árbitro(s):    | Árbitro(s): |

| Vuelta; 25 de mayo de 2014 | Real Sociedad                                 | 4:1 (2:0) | R. C. Celta de Vigo | Instalaciones de Zubieta, Zubieta |                               |
|                            | Arrieta 12', 58' · Capilla 14' · Lapeña 90+2' |           | Quiles 87'          | Árbitro(s): Rezola Etxeberría     | Árbitro(s): Rezola Etxeberría |

### Cuartos de final

#### Racing Santander - Málaga C. F.
| Ida; 1 de junio de 2014 | Racing de Santander | 1:1 (0:0) | Málaga C. F. | El Sardinero, Santander      |                              |
|                         | Jonathan 78'        |           | Zalea 90+4'  | Árbitro(s): Alvarez Borbolla | Árbitro(s): Alvarez Borbolla |

| Vuelta; 8 de junio de 2014 | Málaga C. F.                                    | 4:2 (3:0) | Racing Santander              | Federación Malagueña, Málaga |                           |
|                            | Cristian 22' · Mula 33' · Ismael 37' · Iván 65' |           | Rubén Sánchez 52' (pen.), 55' | Árbitro(s): Chaves García    | Árbitro(s): Chaves García |

#### Real Madrid C. F. - C. D. Tenerife
| Ida; 31 de mayo de 2014 | Real Madrid C. F.                                | 4:1 (2:0) | C. D. Tenerife | Valdebebas, Madrid                                  |                                                     |
|                         | Cedrés 25' · Zidane 31' · Legaz 75' · Agoney 85' |           | Jorge 87'      | Asistencia: 600 espectadores Árbitro(s): Seco Otero | Asistencia: 600 espectadores Árbitro(s): Seco Otero |

| Vuelta; 8 de junio de 2014 | C. D. Tenerife | 1:0 (1:0) | Real Madrid C. F. | Geneto-Los Baldíos, Sta. Cruz de Tenerife            |                                                      |
|                            | Cristo 33'     |           |                   | Asistencia: 550 espectadores Árbitro(s): Rada Arroyo | Asistencia: 550 espectadores Árbitro(s): Rada Arroyo |

#### Sevilla F. C. - R. C. D. Español
| Ida; 1 de junio de 2014 | Sevilla F. C.         | 2:1 (1:0) | R. C. D. Español | José Ramón Cisneros, Sevilla |                         |
|                         | Juan 26' · Nané 90+2' |           | Iván 52'         | Árbitro(s): Peña Varela      | Árbitro(s): Peña Varela |

| Vuelta; 8 de junio de 2014 | R. C. D. Español | 0:2 (0:0) | Sevilla F. C.          | Ciutat Esportiva Dani Jarque, Barcelona               |                                                       |
|                            |                  |           | Juan 52' · Carmona 90' | Asistencia: 800 espectadores Árbitro(s): García Aceña | Asistencia: 800 espectadores Árbitro(s): García Aceña |

#### F. C. Barcelona - Real Sociedad
| Ida; 1 de junio de 2014 | F. C. Barcelona | 0:0 | Real Sociedad | Mini Estadi, Barcelona     |  |
|                         |                 |     |               | Árbitro(s): Calle Martínez |  |

| Vuelta; 8 de junio de 2014 | Real Sociedad | 1:1 (0:0, 0:0) | F. C. Barcelona    | Instalaciones de Zubieta, Zubieta |                                 |
|                            | Arrieta 110'  |                | Lionel Eugene 101' | Árbitro(s): Azpilicueta Saldias   | Árbitro(s): Azpilicueta Saldias |

### Semifinales

#### Málaga C. F. - Real Madrid C. F.
| Ida; 15 de junio de 2014 | Málaga C. F. | 1:2 (0:1) | Real Madrid C. F.         | Federación Malagueña, Málaga    |                                 |
|                          | Calero 82'   |           | Javi Muñoz 25' · Sáez 85' | Árbitro(s): Domínguez Cervantes | Árbitro(s): Domínguez Cervantes |

| Vuelta; 21 de junio de 2014 | Real Madrid C. F.                                    | 4:1 (1:0) | Málaga C. F. | Valdebebas, Madrid        |                           |
|                             | Cedrés 18' · Mario 47' · Diego López 76' · Legaz 83' |           | Pedro 88'    | Árbitro(s): Pizarro Gómez | Árbitro(s): Pizarro Gómez |

#### Sevilla F. C. - F. C. Barcelona
| Ida; 15 de junio de 2014 | Sevilla F. C.            | 3:1 (1:0) | F. C. Barcelona  | José Ramón Cisneros, Sevilla |                            |
|                          | Abel 42' · Juan 60', 88' |           | Juan Antonio 66' | Árbitro(s): Milla Alvendiz   | Árbitro(s): Milla Alvendiz |

| Vuelta; 22 de junio de 2014 | F. C. Barcelona                   | 2:1 (1:1) | Sevilla F. C. | Mini Estadi, Barcelona |             |
|                             | Maxi Rolón 25' (pen.), 75' (pen.) |           | Juan 8'       | Árbitro(s):            | Árbitro(s): |

### Final
La definición del torneo en un principio se debía llevar a cabo en el Estadio Cartagonova, pero debido a las malas condiciones en que se encontraba el césped se debió buscar otra sede. Finalmente a los pocos días se escogió la Ciudad del Fútbol de Las Rozas de manera gratuita.
| -          | POR        | Sergio Rodríguez "Caba"    |     |
| -          | DEF        | Jaime Sánchez Muñoz        |     |
| -          | DEF        | José León Bernal           |     |
| -          | DEF        | Mario Hermoso              |     |
| -          | DEF        | Francisco Rodríguez Gaitán |     |
| -          | MED        | Marcos Llorente            |     |
| -          | MED        | Aleix Febas                | 85' |
| -          | MED        | Javier Muñoz               | 61' |
| -          | DEL        | Marcos Legaz               |     |
| -          | DEL        | Álvaro Jiménez Guerrero    |     |
| -          | DEL        | Agoney González            | 61' |
| Entrenador | Entrenador | Luis Miguel Ramis          |     |

| -          | POR        | Juan Soriano Oropesa     |      |
| -          | DEF        | Sergio López "Sedeño"    |      |
| -          | DEF        | Joaquín Matos García     |      |
| -          | DEF        | Luis Pérez Maqueda       |      |
| -          | DEF        | Antonio Mesa Sánchez     | 72'  |
| -          | MED        | David Carmona Sierra     | 67'  |
| -          | MED        | Antonio Romero Boza      |      |
| -          | MED        | Miguel Ángel García Cera |      |
| -          | DEL        | Juan Muñoz Muñoz         |      |
| -          | DEL        | José Giráldez Prieto     | 115' |
| -          | DEL        | Francisco García "Nané"  |      |
| Entrenador | Entrenador | Agustín López            |      |

| - | MED | Enzo Zidane     | 61' |
| - | MED | Cristian Cedrés | 61' |
| - | MED | Miki Muñoz      | 85' |

| - | DEL | José Luis García "Zelu" | 67'  |
| - | MED | Emmanuel D'Andrea       | 72'  |
| - | MED | Hong Gui                | 115' |

| Anotado | 62' | Aleix Febas | 1-1 |

| Anotado | 33' | Juan Muñoz Muñoz | 0-1 |

| Marcos Legaz            | Fallo de penal   | 0:1 | Acierto de penal | Sergio López "Sedeño"   |
| Miki Muñoz              | Acierto de penal | 1:2 | Acierto de penal | Juan Muñoz Muñoz        |
| Cristian Cedrés         | Acierto de penal | 2:3 | Acierto de penal | Antonio Romero Boza     |
| Álvaro Jiménez Guerrero | Fallo de penal   | 2:4 | Acierto de penal | José Luis García "Zelu" |

| Árbitro:             | José María Sánchez Martínez |
| Árbitros asistentes: | Juan José López             |
| Árbitros asistentes: | Javier Martínez Nicolás     |
| Cuarto árbitro:      | Alfonso Melgares de Aguilar |
| Reporte              |                             |

| -          | POR        | Sergio Rodríguez "Caba"    |     |
| -          | DEF        | Jaime Sánchez Muñoz        |     |
| -          | DEF        | José León Bernal           |     |
| -          | DEF        | Mario Hermoso              |     |
| -          | DEF        | Francisco Rodríguez Gaitán |     |
| -          | MED        | Marcos Llorente            |     |
| -          | MED        | Aleix Febas                | 85' |
| -          | MED        | Javier Muñoz               | 61' |
| -          | DEL        | Marcos Legaz               |     |
| -          | DEL        | Álvaro Jiménez Guerrero    |     |
| -          | DEL        | Agoney González            | 61' |
| Entrenador | Entrenador | Luis Miguel Ramis          |     |

| -          | POR        | Juan Soriano Oropesa     |      |
| -          | DEF        | Sergio López "Sedeño"    |      |
| -          | DEF        | Joaquín Matos García     |      |
| -          | DEF        | Luis Pérez Maqueda       |      |
| -          | DEF        | Antonio Mesa Sánchez     | 72'  |
| -          | MED        | David Carmona Sierra     | 67'  |
| -          | MED        | Antonio Romero Boza      |      |
| -          | MED        | Miguel Ángel García Cera |      |
| -          | DEL        | Juan Muñoz Muñoz         |      |
| -          | DEL        | José Giráldez Prieto     | 115' |
| -          | DEL        | Francisco García "Nané"  |      |
| Entrenador | Entrenador | Agustín López            |      |

| - | MED | Enzo Zidane     | 61' |
| - | MED | Cristian Cedrés | 61' |
| - | MED | Miki Muñoz      | 85' |

| - | DEL | José Luis García "Zelu" | 67'  |
| - | MED | Emmanuel D'Andrea       | 72'  |
| - | MED | Hong Gui                | 115' |

| Anotado | 62' | Aleix Febas | 1-1 |

| Anotado | 33' | Juan Muñoz Muñoz | 0-1 |

| Marcos Legaz            | Fallo de penal   | 0:1 | Acierto de penal | Sergio López "Sedeño"   |
| Miki Muñoz              | Acierto de penal | 1:2 | Acierto de penal | Juan Muñoz Muñoz        |
| Cristian Cedrés         | Acierto de penal | 2:3 | Acierto de penal | Antonio Romero Boza     |
| Álvaro Jiménez Guerrero | Fallo de penal   | 2:4 | Acierto de penal | José Luis García "Zelu" |

| Árbitro:             | José María Sánchez Martínez |
| Árbitros asistentes: | Juan José López             |
| Árbitros asistentes: | Javier Martínez Nicolás     |
| Cuarto árbitro:      | Alfonso Melgares de Aguilar |
| Reporte              |                             |

|               |
| Campeón       |
| Sevilla F. C. |
| 6.º título    |